# Шеремет Руслан Сергійович
Русла́н Сергі́йович Шереме́т, позивний «Світлячок» (7 липня 1991, с. Піщане, Золотоніський район, Черкаська область — 6 жовтня 2014 р., м. Сватове, Луганська область) — учасник російсько-української війни, міліціонер, молодший сержант міліції, батальйон патрульної служби міліції особливого призначення «Київщина» ГУ МВС України в Київській області.

## Життєпис
До війни займався танцями, грав у футбол, хотів працювати в міліції.
У зоні АТО перебував з травня, мав поранення.
Обставини загибелі:
Загинув приблизно о 01:45 6 жовтня 2014 р. у місті Сватове (Луганська область) через вибух гранати. Внаслідок вибуху Руслан загинув на місці, закривши собою пораненого товариша.
Похований 7 жовтня 2014 р. у с. Піщане, Золотоніський район, Черкаська область.

### Пам'ять
- Ім'я Руслана занесено до Книги пам'яті загиблих працівників Управління МВС України в Черкаській області та увічнено на обеліску загиблим міліціонерам, що на подвір'ї УМВС[4].
- В рідному селі Піщане Черкаської області на честь Руслана названо вулицю і відкрито меморіальну дошку на будівлі школи.[5]
- Його портрет розміщений на меморіалі «Стіна пам'яті полеглих за Україну» у Києві: секція 4, ряд 2, місце 39